# Bezvel
Bezvel (340 m n. m.) je vrch v okrese Mladá Boleslav Středočeského kraje, 1,5 kilometru severně od obce Katusice, do jejíhož katastrálního území náleží.

## Geomorfologické členění
Vrch náleží do celku Jizerská tabule, podcelku Středojizerská tabule, okrsku Skalská tabule a podokrsku Strenická tabule.

## Popis vrchu

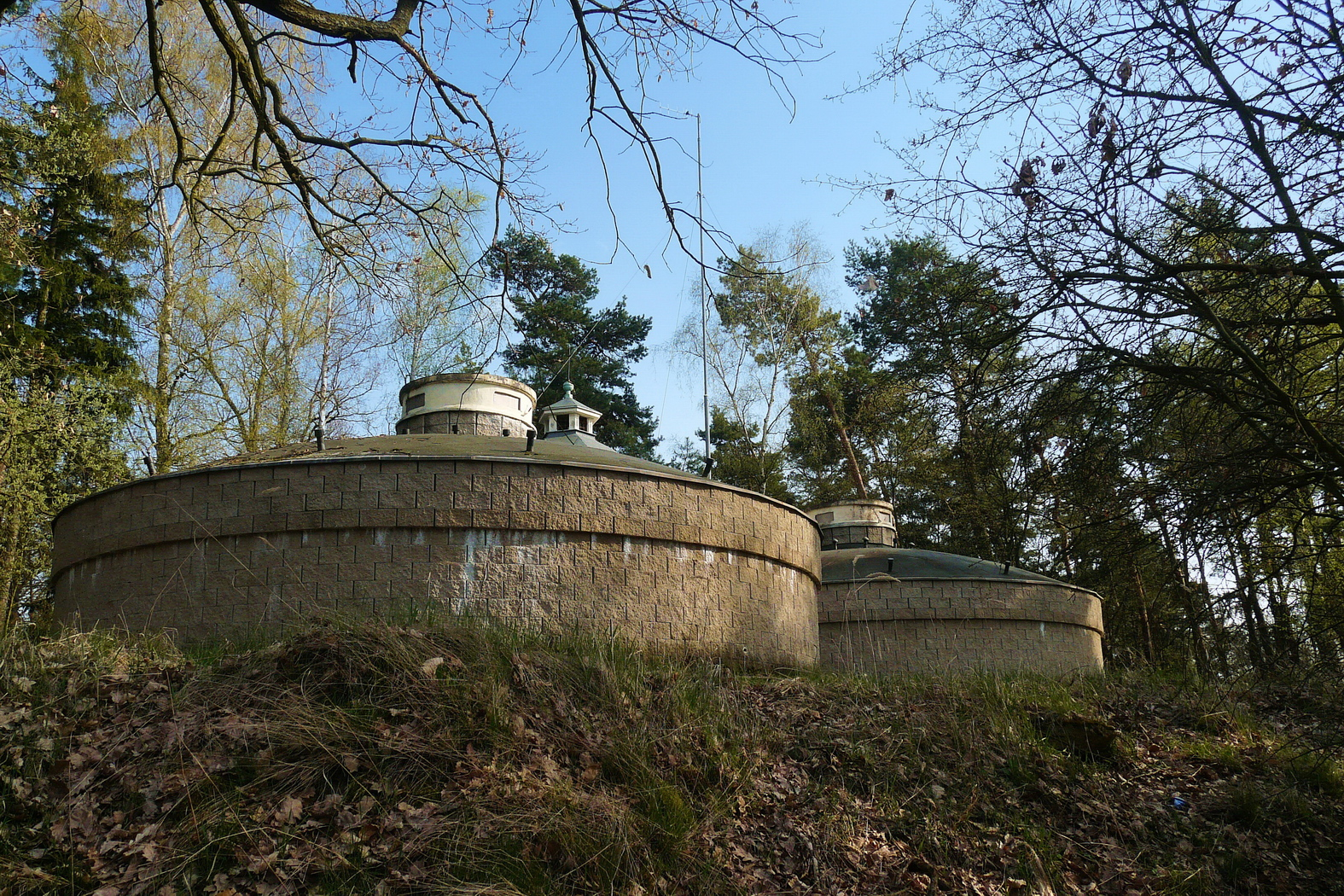
Vodárna na Bezvelu

Jedná se o suk ve tvaru ploché, rozlehlé kupy budované odolnými křemitými a železitými pískovci turonu. Na vrchu stojí vodárna s dvěma kruhovými prvky, asi 30 metrů od ní jihozápadním směrem se nachází osamocená, stupňovitá skalní věž z pevného křemitého pískovce vysoká asi 10 metrů. Na vrcholku věže je skalní mísa, držící velmi dlouho po dešti vodu. Dříve zde stávaly i další bloky, ale vzaly za své při budování vodárny. 
Na západních svazích stojí další menší pískovcové balvany a na východním úbočí nizké zarovnané skalní bloky, pozůstatky po bývalé těžbě pískovce. Na jihojihozápadním svahu je další opuštěný kamenolom a v něm soukromá střelnice. Vrch je zalesněn dubovými a borovými porosty s příměsí akátu a břízy. Výhledy z kopce jsou jen dílčí mezi stromy. Od vrchu vede východním směrem asi 8 kilometrů dlouhé rozervané lesní údolí Bezvel – Důl ústící do údolí Jizery v obci Debř. Skalní útvary na kopci byly pojmenovány Panna a Baba, na nižší skále se nachází tzv. Čertova stopa.

## Přístup
Na vrchol vede neznačená lesní cesta ze silnice Katusice–Březinka.

## Pověst
K Bezvelu se váže pověst o čarodějnici, která zde měla věznit jistou dívku. Při pokusu o vysvobození dívky byli všichni včetně čarodějnice proměněni v kámen.